# Île Pingtan
L'île Pingtan (en chinois : 平潭岛) est une île de la mer de Chine orientale située dans le Fujian en république populaire de Chine. C'est la 5e plus grande île de Chine continentale.

## Administration
Elle fait partie du Xian de Pingtan.

## Économie
L'économie de l'île repose sur le tourisme et les investissements afin de stimuler la croissance.
En 2012, la construction d'un centre de cloud computing sur Pingtan a été annoncée.